# Jelabuga
Jelabuga (russisch Елабуга, tatarisch Алабуга) ist eine Stadt in der russischen Teilrepublik Tatarstan, gelegen am rechten Ufer des Flusses Kama. Sie liegt auf einer Fläche von 18,4 km² und ist das Zentrum des gleichnamigen Rajons. Die Einwohnerzahl beträgt 73.630 (Stand 2021).

## Geschichte

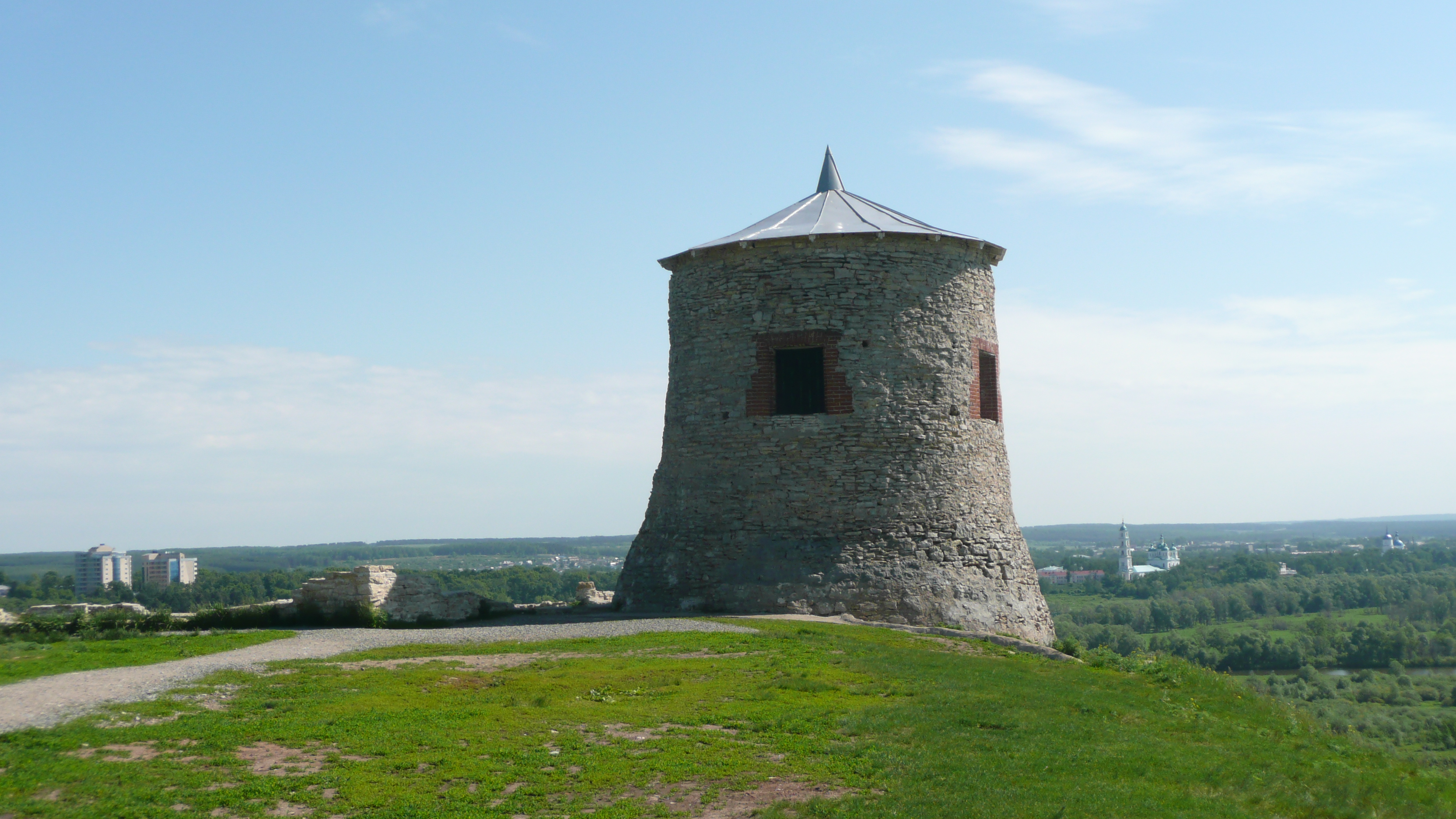
Turm der Teufelsburg aus der Zeit der Wolgabulgaren mit Blick auf Jelabuga

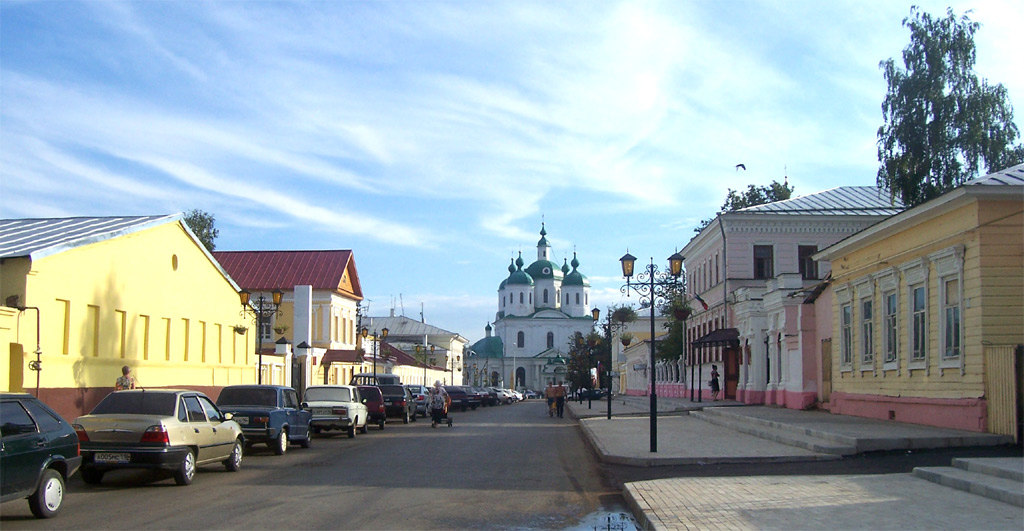
Spasskaja- (Erlöser-) Straße in Jelabuga

Haupteingang des Klosterlagers 97B

Die Ursprünge Jelabugas liegen im 10. Jahrhundert, als der Khan Ibrahim I. ben Muhammad der Wolgabulgaren hier eine Grenzfestung errichteten; die Überreste der „Teufelsburg“ (tatarisch: Şaytan qalası, russisch Чёртово городище) genannten Bauten sind bis heute erhalten. Im 16. Jahrhundert wurde auf dem heutigen Stadtgebiet ein russisches Dorf gegründet.
Seit 1780 hat Jelabuga Stadtrechte.
In Jelabuga existierte bereits vor dem Ende der Schlacht um Stalingrad das sowjetische Kriegsgefangenenlager 97 für deutsche Kriegsgefangene des Zweiten Weltkriegs. Hier wurde die erste antifaschistische Offiziersgruppe unter Hauptmann Ernst Hadermann gebildet. Ab Februar 1943 wurden hauptsächlich deutsche Offiziere nach Jelabuga verbracht, zunächst die in Stalingrad in Gefangenschaft geratenen, später auch aus anderen Operationen der Roten Armee. Außer deutschen Kriegsgefangenen waren in Jelabuga auch Angehörige der Armeen mit Deutschland verbündeter Nationen interniert, so u. a. Rumänen, Italiener, Ungarn und Japaner. Es gab zwei NKWD-Hauptlager in der Stadt, Nr. 97A (Kamalager) und Nr. 97B (Klosterlager), sowie mehrere Nebenlager in den umliegenden Wäldern.

### Bevölkerungsentwicklung
| Jahr | Einwohner |
| ---- | --------- |
| 1897 | 9.764     |
| 1939 | 14.963    |
| 1959 | 21.992    |
| 1970 | 31.728    |
| 1979 | 35.574    |
| 1989 | 53.537    |
| 2002 | 68.663    |
| 2010 | 70.728    |

Anmerkung: Volkszählungsdaten

## Persönlichkeiten
Im Jahre 1892 wirkte in Jelabuga der österreichische Chemiker Carl Josef Bayer auf der Suche nach Bauxit und ließ hier eine Aluminium-Fabrik errichten.
Jelabuga ist der Geburtsort des russischen Malers Iwan Schischkin, des Opernsängers Asat Abbassow, des Malers und Polarforschers Nikolai Pinegin, der Schriftstellerin Natalija Tolstaja sowie des Diplomaten Gennadi Gerassimow und des Kybernetikers Leonard Rastrigin. Die russische Lyrikerin Marina Zwetajewa verbrachte 1941 hier zusammen mit ihrem Sohn die letzten Tage ihres Lebens, bevor sie Suizid beging. In der Stadt gibt es ein Museum über das Leben der Schriftstellerin.
Im Januar 1944 verstarb in einem Gefangenenlager bei Jelabuga der durch seine Stalingradmadonna bekannt gewordene deutsche Arzt Kurt Reuber, der hier – kurz vor seinem Tode – für die Gefangenen-Zeitung eine Zweitfassung seiner Madonna, die sogenannte „Gefangenen-Madonna“ zeichnete.
Eine ganze Reihe der ab 1943 in Jelabuga kriegsgefangenen Offiziere haben nach ihrer Rückkehr publizistisch gewirkt und dabei auch ihre Erinnerungen aus Tatarstan und Stalingrad verarbeitet, darunter der deutsche Schriftsteller Otfried Preußler (Buch Krabat), der als italienischer Militärgeistlicher in sowjetische Gefangenschaft geratene Jesuit und Missionar Pietro Alagiani, Udo Giulini (später Mitglied des Deutschen Bundestages und IHK-Präsident), Wigand Wüster (Aquarelle zu Jelabuga und Stalingrad), Fritz Wöss (Buch Der Fisch beginnt am Kopf zu stinken) und Klaus Sasse („Der Königsberger“, nahm heimlich mit einer Miniaturkamera Fotos im Lager auf).
Arbeiten von Otfried Preußler und Wigand Wüster befinden sich im Museum der Stadt Jelabuga.

## Wirtschaft
Im Norden der Stadt befindet sich die Sonderwirtschaftszone Jelabuga. Dort betreibt Ford Sollers, ein Gemeinschaftsunternehmen von Ford und Sollers, ein Autowerk, das unter anderem die Luxuslimousine Aurus Senat herstellt. In der Sonderwirtschaftszone befindet sich auch ein Werk zur Herstellung von Bodenbelägen der deutschen Knauf Gruppe. Zuvor gehörte das Werk zu Armstrong World Industries.
Die Fahrzeugproduktion ist seit März 2022 von Sanktionen infolge des Überfalls auf die Ukraine betroffen. Als 2022 im Krieg mit der Ukraine die schlechte Ausstattung der Föderationstruppen mit Drohnen offensichtlich wurde, entstand in der Sonderwirtschaftszone ein Werk zur Fertigung verschiedener Drohnentypen in Werkshallen, die laut Satellitenbildern Ende 2023 bereits eine Größe von etwa 10 Fußballfeldern umfassten. 6000 Drohnen pro Jahr, darunter das Muster Geran 2, sollen aus Jelabuga an das russische Militär geliefert werden. Am 1. Juli 2025 wird mit Berufung auf ukrainische und russische Geheimdienstkreise berichtet, dass 25.000 nordkoreanische Arbeiter hier eingesetzt werden sollen.

## Städtepartnerschaften
- Safranbolu, Türkei
- Alexin, Russland
- Berjosowski, Russland
- Weilheim in Oberbayern, Deutschland